# Moms on Fire
Pour plus de détails, voir Fiche technique et Distribution.
Moms on Fire est un film d'animation suédois de court métrage réalisé par Joanna Rytel et sorti en 2016.

## Fiche technique
- Titre : Moms on Fire
- Réalisation : Joanna Rytel
- Scénario : Joanna Rytel
- Animateur :
- Montage :
- Musique :
- Producteur : Alberto Herskovits et Theo Tsappos
- Production : Altofilm AB
- Distribution : Creative Europe Sweden et The Swedish Film Institute
- Pays d'origine :  France
- Durée : 12 minutes 49
- Dates de sortie :
  -  France : 13 juin 2016 (Festival international du film d'animation d'Annecy)

## Distinctions
Il remporte la mention du jury et le prix festivals connexion pour un court métrage à l'édition 2016 du festival international du film d'animation d'Annecy.